# تشارلز كلايتون غروف
تشارلز كلايتون غروف (بالإنجليزية: Charles Clayton Grove)‏ هو رياضياتي أمريكي، (و. 1875  م).